# 雷河 (莱茵河支流)

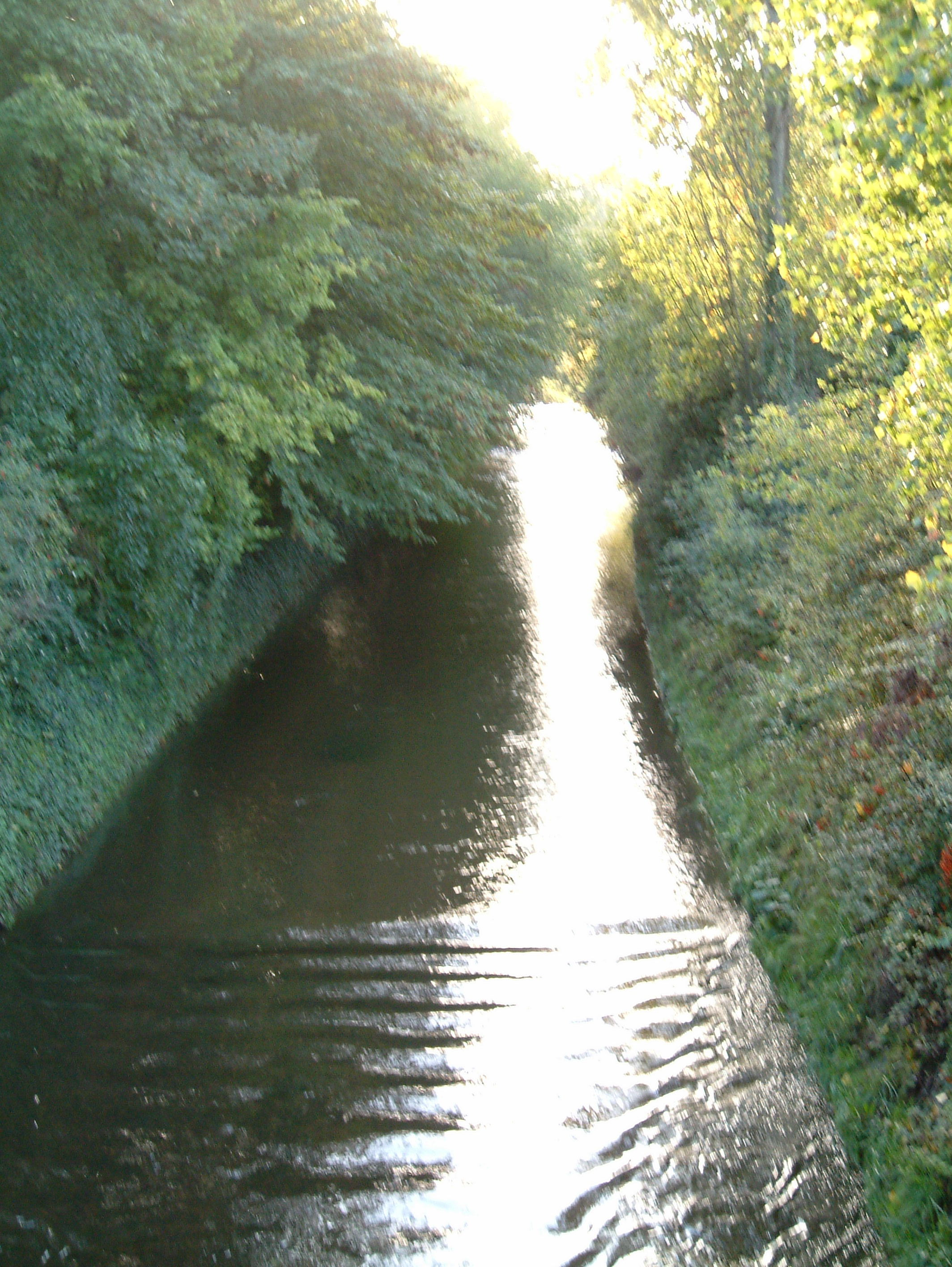

雷河（德語：Rehbach）是德國的河流，位於萊因蘭-法爾茲，屬於萊茵河的左支流，河道全長29公里，流域面積149.9平方公里，支流有施派尔河。